# Embaixada da Ucrânia na Eslovénia
A Embaixada da Ucrânia na Eslovénia é a missão diplomática da Ucrânia na Eslovénia. O edifício da embaixada está localizado na Mivka 27 em Ljubljana. O embaixador ucraniano na Eslovénia é Andrii Taran (desde julho de 2022).

## História
O estabelecimento de relações diplomáticas com a Eslovénia foi acordado em 10 de Março de 1992. O representante diplomático foi embaixador em Budapeste até 2004, até que a embaixada em Ljubljana foi aberta em 2004. Ivan Hnatyshyn foi o primeiro embaixador residente a ser credenciado.